# Maheshwar
Maheshwar (hindi : महेश्वर) est une ville dans le Madhya Pradesh, en Inde.
Située sur la Narmadâ, elle fut sous la dynastie Holkar la capitale du Mâlvâ jusqu'en 1818.